# Takácsmoly
A takácsmoly (Trichophaga tapetzella) a valódi lepkék (Glossoptera) alrendjébe sorolt ruhamolyfélék (Tineidae) családjának egyik legelterjedtebb, legközönségesebb képviselője.

## Elterjedése, élőhelye
Eredetileg palearktikus faj volt, de mára megtalálhatjuk mindenütt, amerre csak az ember megtelepedett. Magyarországon is gyakori.

## Megjelenése, életmódja
A lepke szárnyának fesztávolsága 14–18 mm. Évente a körülményektől függően egy vagy több nemzedéke kel ki – hazánkban általában egy, és az májustól augusztusig rajzik. Éjszaka aktív, a mesterséges fény vonzza. Raktári és háztartási kártevő, de még szabadföldi körülmények között is megél. Lebontó faj, tehát szabadföldön a detritusban, a legkülönfélébb növényi és állati eredetű anyagokban él. A háztartásokban főleg a szőrmék és gyapjú- vagy más állati szőrökből készült textíliák megrágásával okoz kárt, ezekbe rágja járatait, amiket a hernyóselyemhez hasonló anyaggal bélel ki.

## Külső hivatkozások
- Mészáros Zoltán – Szabóky Csaba: A magyarországi molylepkék gyakorlati albuma. Budapest: Agroinform. 2005.  arch Hozzáférés: 2018. április 6. (PDF)